# 昂古萊姆伯爵約翰
約翰·德·奧爾良（Jean d'Orléans, comte d'Angoulême；1399年6月26日—1467年4月30日）法國貴族，昂古萊姆伯爵及佩里格伯爵。奧爾良第二王朝的第一位公爵（瓦盧瓦的）路易一世與妻子瓦倫蒂娜·維斯孔蒂的第三子，奧爾良公爵查理一世的弟弟，其子昂古萊姆伯爵查理是法國國王法蘭索瓦一世的父親。
約翰於1412年被英格蘭劫持為人質，直到1444年才被釋放。1415年，他的哥哥奧爾良公爵查理一世也在阿金庫爾戰役中被俘虜，成為英格蘭的人質，與約翰一起在囚所分享對文學的興趣。他不得不賣掉自己的財產來支付一部分的贖金，但還是收集了許多書籍。在此之後，他在他的私生子的同父異母兄弟迪努瓦公爵的麾下戰鬥，於1451年將英格蘭軍隊逐出吉耶訥。
1467年，被稱為"好人伯爵"的約翰逝世，被葬於昂古萊姆教堂。

## 子嗣
1449年8月31日，約翰迎娶羅昂艾倫九世的女兒瑪格麗特生了二子一女。
- 長子：路易（1455–1458）
- 次子：查理（1459–1496），(法國國王法蘭索瓦一世父親）
- 女兒：喬萬娜（1462–1520），嫁給塔耶堡伯爵查理·法蘭索瓦